# Département de l’Argenterie, des Menus, Plaisirs et Affaires de la Chambre du roi
Das Département de l’Argenterie, des Menus, Plaisirs et Affaires de la Chambre du roi (abgekürzt Menus Plaisirs) war ein Verwaltungszweig am französischen Königshof im Ancien Régime, dessen Dienste teilweise zurückgingen auf die Epoche François I.
In Zeiten der Herrschaft der Valois kam es während der Renaissance zur Zusammenlegung von vier Kostenstellen:
- l’Argenterie (Tafelsilber), kostbare Goldschmiedestücke und Stoffe für sakrale Zwecke
- les Menus (kleine Anschaffungen), nicht repräsentative, aber für das tägliche Leben unentbehrliche Dinge
- les Plaisirs (Vergnügungen), zum Beispiel des Königs Divertissements
- les Affaires de la Chambre du roi, die Garderobe des Königs.

Ludwig XIV. bündelte die letzten drei Positionen, wobei noch zwischen „ordentlichen“ Ausgaben (z. B. Personalkosten) und „außerordentlichen“ (z. B. Veranstaltungen zum Karneval, Adelshochzeiten, Beerdigungen) unterschieden wurde.

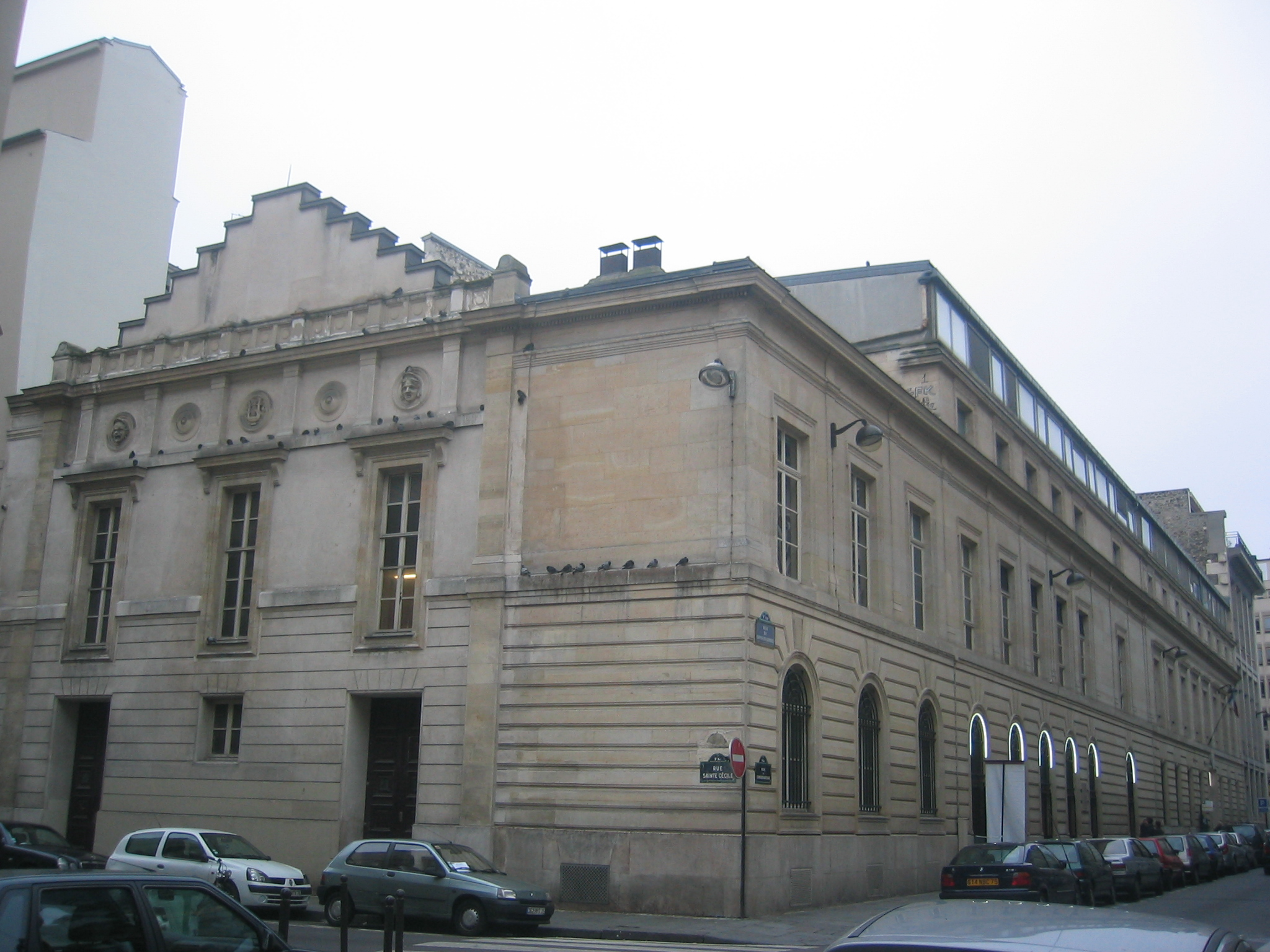
Das Hôtel des Menus-Plaisirs (rue Bergère) – aktuell Sitz des Conservatoire national supérieur d’art dramatique

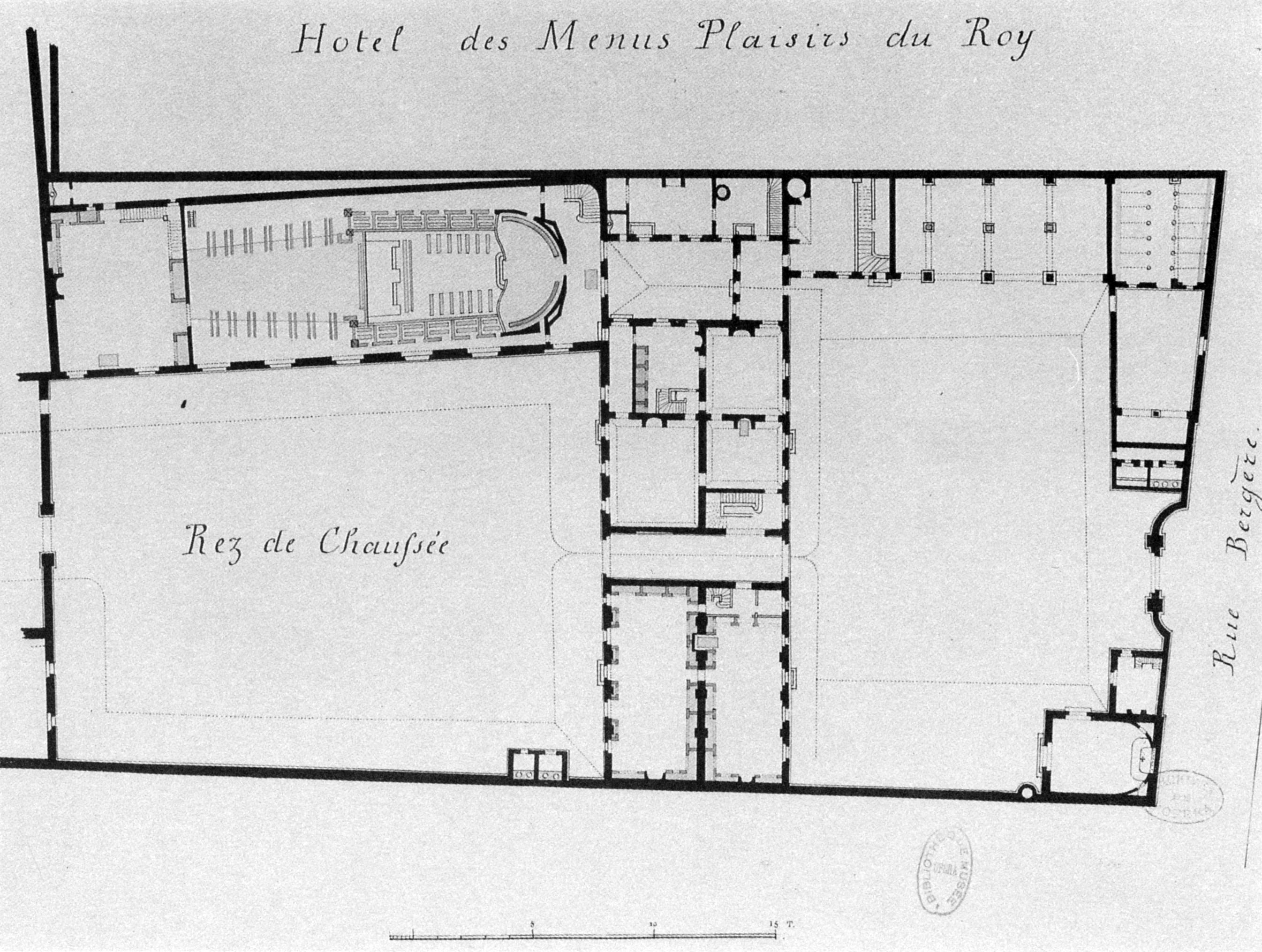
Grundriss des Hôtel des Menus-Plaisirs (rue Bergère)

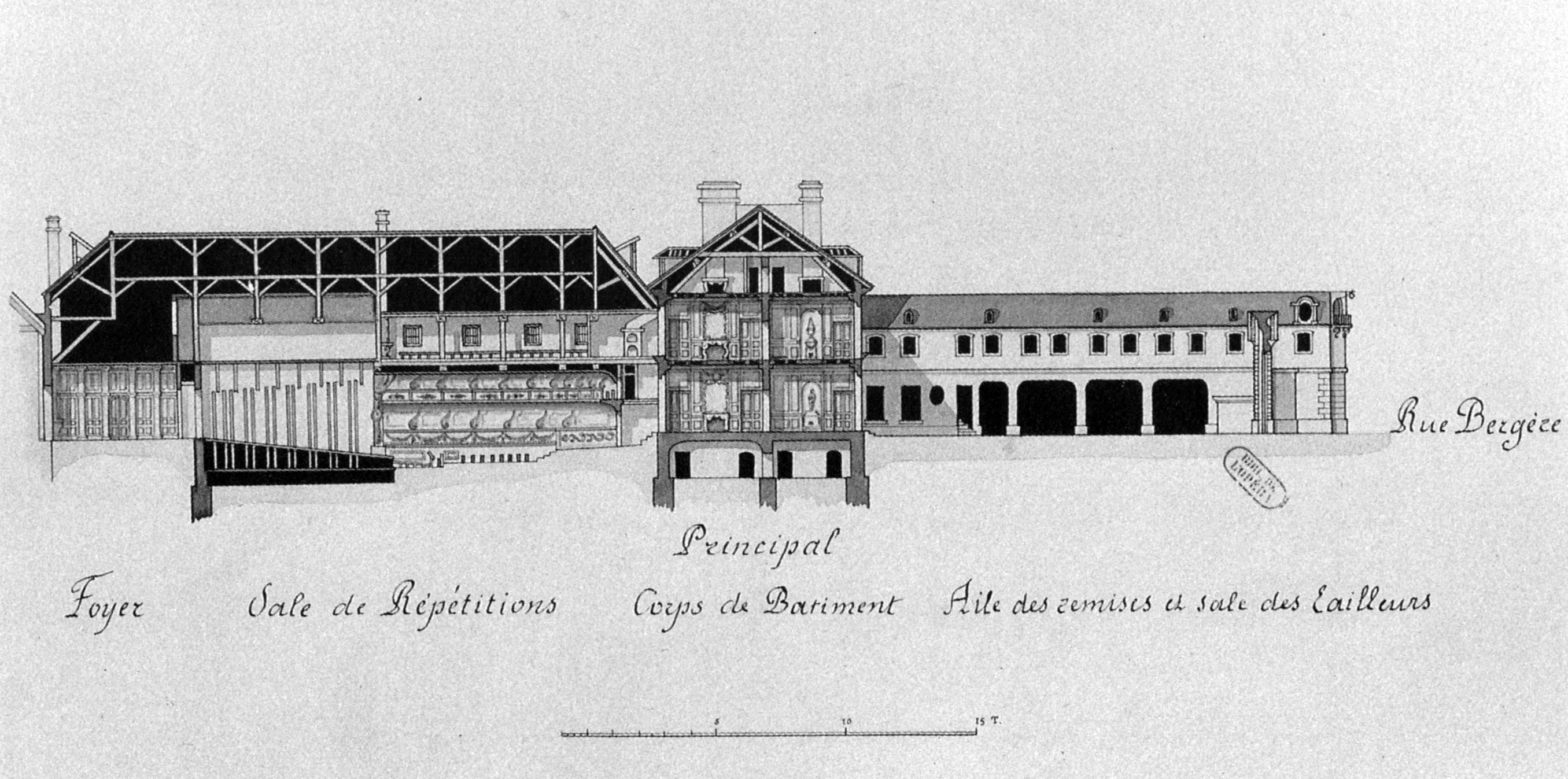
Schnitt durch das Hôtel des Menus-Plaisirs (rue Bergère)

Die Oberaufsicht über die Menus Plaisirs lag bei einem der Premiers Gentilshommes de la Chambre du roi (Erste Kammerherrn) und wechselte damit nach einem Rotationssystem. Sie legten fest, wie viel die ihnen unterstehenden Intendanten – von 1627 an einer, später bis zu vier – ausgeben durften und nahmen die Abrechnungen der Generalkontrolleure entgegen. Unter den Intendanten erlangte Denis Pierre Jean Papillon de La Ferté die höchste Aufmerksamkeit. Die enormen Kosten der Versailler Feste Ludwigs XIV. legten eine Zusammenarbeit mit den dort ohnehin wirkenden Bâtiments du roi (königliches Bauwesen) nahe, doch grenzte man sich unter Ludwig XV. bewusst wieder ab, nicht zuletzt um frei zu sein in der Förderung der selbst bevorzugten Künstler.
Relativ teuer waren Feuerwerke, wie jenes vom 30. Dezember 1751 anlässlich der Geburt des duc de Bourgogne (Louis de France († 1761)), das 604.447 Livres kostete. Teuer waren auch die Kostüme für die vielfältigen Veranstaltungen – sie wurden deswegen alle aufbewahrt, nur um 1704 bei einem Brand des Louvre zum Raub der Flammen zu werden. Möglicherweise war dies ein Grund, spezielle Magazine für die Menus Plaisirs zu schaffen. Der Wunsch, den Austausch der Güter zwischen den Lagern aufzuzeichnen, führte 1752 zur Einrichtung der Position eines Garde-Magasin général. Einer der Hüter dieses Schatzes, Garde général Antoine Angélique Levesque (1709–1767), erlangte dadurch Bekanntheit, dass seine Sammlung von 767 Zeichnungen und 109 Stichen erhalten blieb. Ein Großteil des Inhalts der 1225 Archive von Verwaltung und Rechtswesen wurde während der Französischen Revolution zerstreut oder entsorgt, nicht jener im Sitz der Menus Plaisirs, dem 1763–1765 errichteten Gebäude in der Pariser rue Bergère. Die 120.000 Livres zum Erwerb des Grundstücks kamen aus Levesques Privatvermögen. Seit 1750 verfügte man daneben über ein Gebäude in der Versailler avenue de Paris.
Von 1760 an befleißigte man sich einer recht strengen Kontrolle der Ein- und Ausgänge der Magazine, eine Bürokratie mit viel Anfall von Papieren. Am Erhalt der Dokumente durch die Revolution hindurch hatte Levesques Nachfolger Jacques Philippe Houdon einen Anteil. Nach der Revolution gingen die Menus Plaisirs auf im Garde-Meuble National de la République. Der Inhalt der Magazine ging über an das Conservatoire und an das Théâtre des Arts.